# Brockau
Brockau ist ein Ortsteil der Stadt Netzschkau im nordöstlichen Vogtlandkreis (Sachsen). Der Ort mit den zu ihm gehörigen Siedlungen Dungersgrün, Ziegelei und Eichmühle wurde am 1. Januar 1999 eingemeindet.

## Geographie

### Geographische Lage und Verkehr
Brockau liegt westlich des Stadtkerns von Netzschkau. Der Ort liegt im Osten des Naturraumes Vogtland im sächsischen Teil des historischen Vogtlands. Der durch den Ort fließende Brockauer Dorfgraben entwässert über den Stoppbach in die Göltzsch. Der Stoppbach bildet wiederum die Grenze zum Stadtgebiet von Netzschkau. Südöstlich des Orts befindet sich der Kuhberg (510 m ü. NHN), welcher die höchste Erhebung des nördlichen Vogtlands darstellt. Durch Brockau verläuft die Staatsstraße 298.
Brockau ist mit der TaktBus-Linie 84 des Verkehrsverbunds Vogtland zweistündlich mit Netzschkau, Reichenbach und Elsterberg verbunden. Diese Linie bindet in Netzschkau auf die Linie 80 durch, die am Postplatz in Reichenbach am Rendezvous-Knoten teilnimmt und Anschlüsse in die ganze Stadt bietet.

Blick über Brockau zum Kuhberg

### Ortsgliederung
Zum Ortsteil Brockau gehören folgende Siedlungen:
- Dungersgrün in der östlichen Gemarkung an der „Brockauer Straße“ / „Flurstraße“ ⊙
- Eichmühle nordöstlichen Gemarkung an der Straße „Am Berg“ ⊙
- Ziegelei in der südöstlichen Gemarkung an der Straße „An der Ziegelei“ ⊙

Die drei Siedlungen liegen zwischen Brockau im Westen und Netzschkau im Osten. Sie werden vom Netzschkauer Stadtgebiet nur durch den Stoppbach getrennt.

### Nachbarorte
|                       | Kleingera mit Reuth                         |             |
| Coschütz mit Rückisch | Kompassrose, die auf Nachbargemeinden zeigt | Netzschkau  |
|                       | Reimersgrün                                 | Foschenroda |

## Geschichte

### Geschichte von Brockau bis zur Mitte des 19. Jahrhunderts
Der Hauptort Brockau ist älter als seine Ortsteile Dungersgrün, Ziegelei und Eichmühle. Die von Slawen gegründete Siedlung wurde erstmals im Jahr 1366 als „Broca“ in einer Urkunde der Herren von Lobdeburg auf Elsterberg erwähnt. Typisch für ein Platzdorf wurden die Bauerngehöfte im Oval um den Dorfplatz errichtet. Die Gemarkung war ursprünglich in Streifen- und Blockfluren gegliedert. Kirchlich gehörte Brockau bis Ende des 19. Jahrhunderts zur Parochie Elsterberg.
Politisch gehörte Brockau zur Herrschaft Elsterberg, die als Folge des Vogtländischen Krieges von 1354–57 von den Lobdeburgern unter die Lehenshoheit der Wettiner kam und im 16. Jahrhundert in das Amt Plauen eingegliedert wurde. Auch die in der Brockauer Flur gelegene Siedlung Eichmühle (Eiche) gehörte zur Herrschaft Elsterberg. Die älteste Erwähnung stammt aus dem Jahr 1421. Eiche wurde in einer Urkunde vom 22. Mai 1461 vom Kurfürsten Friedrich II. von Sachsen den Brüdern Jan, Hans und Jost von Dölau zu Lehen überlassen. Die mittelalterliche Siedlung Eich(e) bestand aus drei bis vier Häusern mit einer Mühle am Stoppbach. Sie befand sich an der westlichen Grenze von Brockau und ist bis um 1461 nachweisbar. In der Folgezeit verließen die Bewohner den Weiler und siedelten sich in Brockau an.
Die Grundherrschaft über Brockau lag bis ins 19. Jahrhundert anteilig bei den Rittergütern Thürnhof, Coschütz und Netzschkau. Aus den Lehnsurkunden von Brockau wurde die Eichmühle noch im 17. Jahrhundert als eine Einheit geführt. Die zweite Eichmühle entstand nach 1700 unterhalb der Gabelung „Elsterberger Straße“/„Greizer Straße“ im Tal des Stoppbachs am Fuß des Netzschkauer Eichberges. Zu dieser Zeit gehörten vier Brockauer Bauern der Herrschaft des Rittergutes Schönfeld an, wohin sie auch Frondienst zu leisten hatten. Die Eichmühle wurde bis 1880 als Getreidemühle mit Landwirtschaft und Bäckerei genutzt. Bis zum Abriss im Jahr 1974 war das Gebäude noch bewohnt. Die Reste der Mühle, der Mühlgraben und eine kleine Brücke sind bis in die Gegenwart unweit der zwischen 1895 und 1953 betriebenen Ausflugsgaststätte „Bad Rosental“ zu finden. Das Gelände der Mühle diente von 1987 bis 1989 der Herstellung von Betonartikeln durch die Firma Dietmar Stark.

### Geschichte von Brockau seit der Mitte des 19. Jahrhunderts

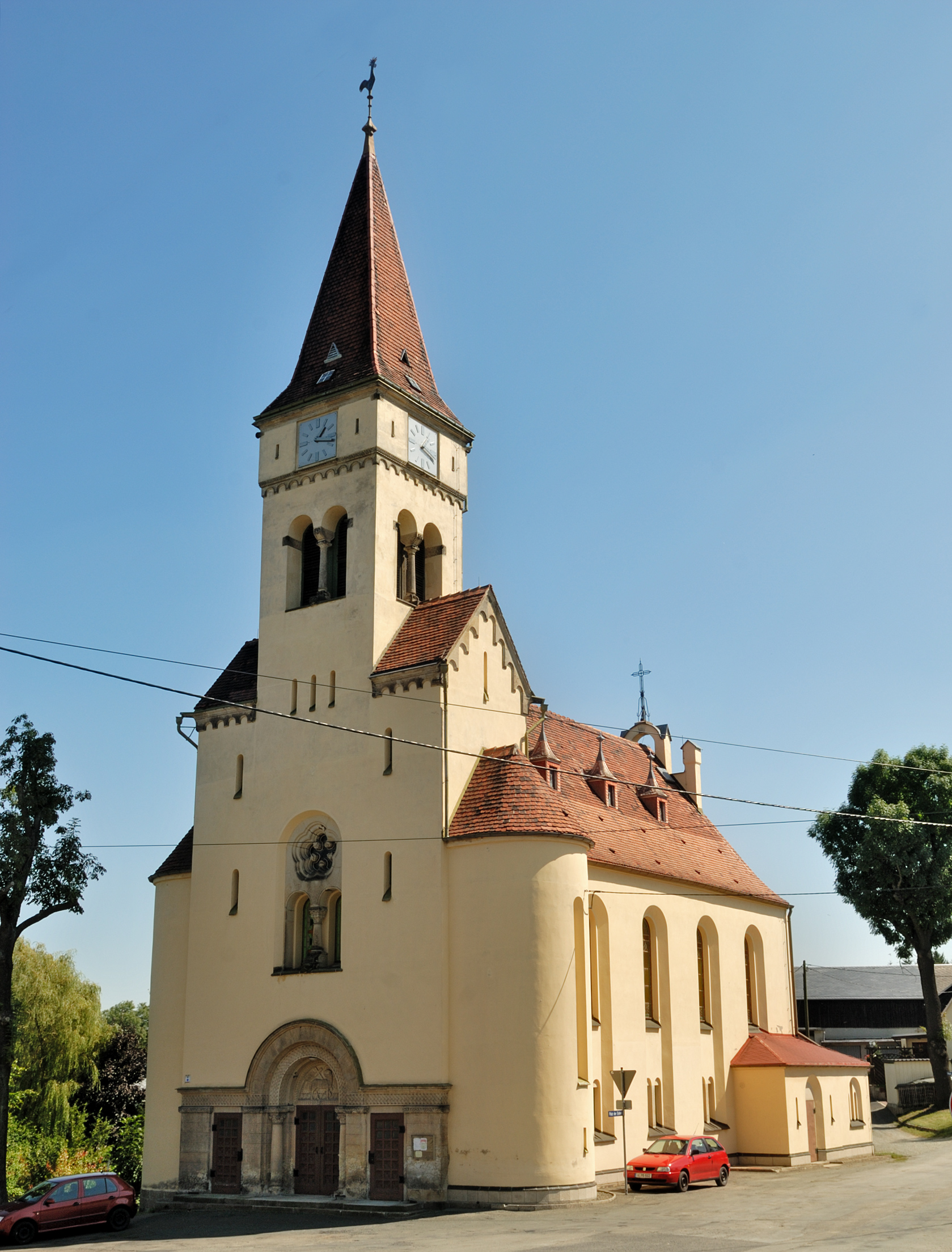
Evangelische Kirche Brockau

Brockau gehörte bis 1856 zum kursächsischen bzw. königlich-sächsischen Amt Plauen. 1856 wurde der Ort dem Gerichtsamt Elsterberg und 1875 der Amtshauptmannschaft Plauen angegliedert. Infolge der einsetzenden Industrialisierung und der Nähe zur Industriestadt Netzschkau entwickelte sich Brockau von einem reinen Bauerndorf zu einer Mischsiedlung mit mehreren gewerblichen Einrichtungen. Zur Erhöhung der Einwohnerzahlen trugen in der zweiten Hälfte des 19. Jahrhunderts die Heim- und Fabrikarbeiter der Netzschkauer Textilindustrie bei. Dabei entstanden um 1850 in der östlichen Ortsflur von Brockau am Rand von Netzschkau die Siedlungen Ziegelei und Dungersgrün.
Die um 1855 in der Nähe des Stoppbachs südöstlich von Brockau entstandenen beiden Ziegeleien gaben der Siedlung „Ziegelei“ ihren Namen. Die beiden Ziegeleien standen nicht mit dem Bau der Göltzschtalbrücke in Verbindung. In den Jahren nach dem Zweiten Weltkrieg wurden im Betrieb neben Lehmziegeln auch Nasspresssteine aus Braunkohleabfällen produziert, die den Haushalten zu Heizzwecken dienten. Im Jahr 1963 siedelte sich auf dem Gelände der Ziegelei die Kfz-Reparaturwerkstatt Rudolf Opitz an. Der Familienbetrieb wurde 1989 von Dieter Opitz übernommen.
Am westlichen Stadtrand von Netzschkau, jedoch am Brockauer Ufer des Stoppbachs entstand um 1850 die Siedlung Dungersgrün. Der Besitzer des ersten Bauernguts kaufte vom Rittergut Christgrün und fünf Brockauer Bauern eine Fläche von 9,6 Hektar ab, auf der das erste Bauerngehöft entstand. Um 1878 bestand die Siedlung aus zwei Bauerngehöften. Dem aus Netzschkau stammenden Baumeister Karl Eduard Dunger (* 1851) wurde die einsetzende Industrialisierung und die damit einhergehende Verdopplung der Einwohnerzahl Netzschkaus zum Vorteil, da preisgünstiger Wohnraum benötigt wurde. Dunger profitierte von den niedrigeren Bodenpreisen und geringeren Steuerbelastungen seines zu Brockau gehörigen Flurstücks vor den Toren Netzschkaus. Nachdem er den Brockauer Bauern Grundstücke beiderseits der „Brockauer Straße“ abgekauft hatte, errichtete er auf eigene Kosten durch sein Baugeschäft Häuser, die er später vermietete oder verkaufte. Typisch für diese Gebäude ist die Bauweise im Schweizerstil (Chaletstil), einem Baustil des Historismus. Bis um 1907 nannte man die Kleinsiedlung „Dungers Häuser“, dann entwickelte sich aus dem Namen des Besitzers und der im Vogtland häufigen Endung „-grün“ der Name der Siedlung „Dungersgrün“. Wegen des Baustils der Häuser und der Haltung von Ziegen durch viele Häusler wurde Dungersgrün im Volksmund „Ziegenschweiz“ genannt. Als in den Jahren 1895/1896 bekannt wurde, dass die Gemeinde Brockau eine eigene Kirche errichten wollte, stellten die Einwohner von Dungersgrün mehrere Anträge zur kirchlichen Ausgliederung von Brockau und Elsterberg sowie zur politischen Eingemeindung nach Netzschkau. Hintergrund war, dass sie aufgrund des Kirchenbaus höhere Steuern und Belastungen befürchteten. Da Netzschkau die finanzielle Entschädigung für die Eingemeindung von Dungersgrün nicht aufbringen konnte, blieb die Siedlung ein Ortsteil von Brockau. 1910 entstand in Dungersgrün ein Fabrikneubau für die Kammgarnspinnerei Gebrüder Zimmermann, die nach der Enteignung zu DDR-Zeiten als VEB Zwickauer Kammgarnspinnerei, Werk Reichenbach fortgeführt wurde.
Auf dem südlich von Brockau gelegenen Kuhberg, der höchsten Erhebung im nördlichen Vogtland, entstand im Jahr 1900 der 21 Meter hohe „Nordvogtländische Bismarckturm“ bzw. Kuhbergturm. Die Brockauer Kirche wurde 1899–1901 erbaut.
Durch die zweite Kreisreform in der DDR kam die Gemeinde Brockau mit den Siedlungen Dungersgrün, Ziegelei und Eichmühle im Jahr 1952 zum Kreis Reichenbach im Bezirk Chemnitz (1953 in Bezirk Karl-Marx-Stadt umbenannt), der ab 1990 als sächsischer Landkreis Reichenbach weitergeführt wurde und im Jahr 1996 im Vogtlandkreis aufging. Im Zuge der Gemeindegebietsreform im Freistaat Sachsen wurde die zu dieser Zeit 634 Einwohner zählende Gemeinde Brockau am 1. Januar 1999 der Stadt Netzschkau angegliedert. Brockau hatte im Jahr 2008 rund 520 Einwohner. Im Ort gibt es eine Freiwillige Feuerwehr.

## Entwicklung der Einwohnerzahl
| Jahr    | Einwohnerzahl                                         |
| ------- | ----------------------------------------------------- |
| 1577/83 | 14 besessene Mann                                     |
| 1764    | 20 besessene Mann, 5 Gärtner, 8 Häusler, 4 3/10 Hufen |
| 1834    | 320                                                   |
| 1871    | 665                                                   |

| Jahr | Einwohnerzahl |
| ---- | ------------- |
| 1890 | 781           |
| 1910 | 1020          |
| 1925 | 953           |
| 1939 | 948           |

| Jahr | Einwohnerzahl |
| ---- | ------------- |
| 1946 | 1019          |
| 1950 | 1077          |
| 1964 | 881           |
| 1990 | 645           |

## Sehenswürdigkeiten

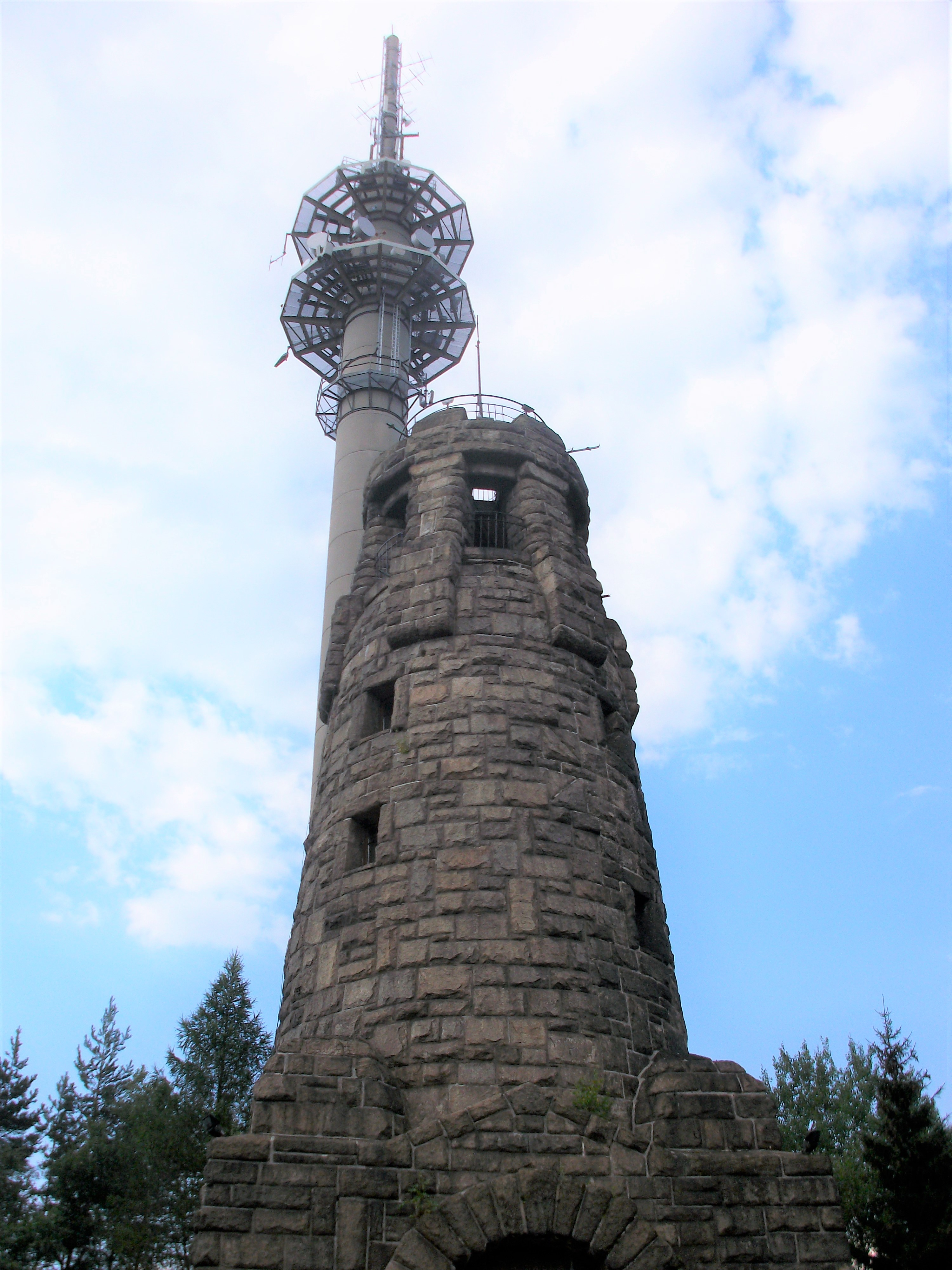
Bismarckturm und Sendemast auf dem Kuhberg

- Kuhberg (510 m ü. NHN), auf dem im Jahr 1900 einer der zahlreichen Bismarcktürme in Deutschland errichtet wurde.[9]
- Evangelische Kirche, erbaut 1899–1901
- Plauener Spitzenmanufaktur C. R. Wittmann GmbH & Co. KG; Herstellung klassischer Plauener Spitze und Gardinen; Ausstellung der im Jahr 1941 für das niederländische Königshaus hergestellten Spitzendecke, die aus 1250 Einzelteilen zusammengefügt wurde und eine der größten Spitzendecken auf der Welt ist[10]